# 5513-as mellékút (Magyarország)
Az 5513-as mellékút egy rövid, alig több, mint 2 kilométeres hosszúságú, négy számjegyű mellékút Tolna vármegye délkeleti részén; az 55-ös főút alsónyéki szakaszától vezet az 56-os főútig, illetve Bátaszék központjának északi részéig; korábban, a bátaszéki elkerülő szakasz forgalomba helyezése előtt az 55-ös főút része volt.

## Nyomvonala
Alsónyék külterületén, a településtől keletre ágazik ki az 55-ös főútból, annak a 118+200-as kilométerszelvényénél, nyugat felé. Nagyjából 600 méter után éri el a község első házait, onnét a belterület déli szélén húzódik. Mintegy 850 méter után beletorkollik észak felől a rövidke 5115-ös út, ugyanott elhalad az út a Bátaszék–Kiskunhalas-vasútvonal Alsónyék megállóhelye mellett. Kevéssel ezt követően délnek fordul, keresztezi a vasutat, majd visszatér a nyugati irányhoz, és rövidesen egy másik, már felhagyott vasúti nyomvonalat is átszel: az itt megfigyelhető töltésmaradványok és más műtárgyak az 1940-es években csaknem teljesen elkészült, de politikai okokból még az átadás előtt elbontott Bátaszék–Mohács-vasútvonal maradványai. 1,4 kilométer után átlépi Bátaszék határát, s ott egyből belterületi útként folytatódik, Bajai út néven. Így is ér véget, a városközpont északi részén, beletorkollva az 56-os főútba, annak a 21+650-es kilométerszelvényénél.
Teljes hossza, az országos közutak térképes nyilvántartását szolgáló kira.gov.hu adatbázisa szerint 2,030 kilométer.

## Története
1934-ben a kereskedelem- és közlekedésügyi miniszter 70 846/1934. számú rendelete másodrendű főúttá nyilvánította, a Szeged-Baja-Bátaszék közti 54-es főút részeként. Később a közúthálózat egyes elemeinek átszámozásával az 55-ös főút része lett, a Kartográfiai Vállalat 1970-es kiadású Magyarország autótérképe már úgy tünteti fel. A Bátaszéket elkerülő főút-szakasz 2013-as átadását követően minősíthették csak át mellékúttá.

## Települések az út mentén
- Alsónyék
- Bátaszék